# Aeroportul Castle
Aeroportul Castle (IATA: MER, ICAO: KMER, FAA LID: MER) este un aeroport din California, Statele Unite ale Americii.
Situat la o altitudine de 58 m, aeroportul dispune de 1 pistă.

## Infrastructură

### Piste
Aeroportul dispune de o singură pistă. Pista 13/31 are suprafața de asfalt și dimensiunile 11.802 picioare × 150 picioare. 